# Clube Náutico de Lagoa
O Clube Náutico de Lagoa  (CNL) é um clube de desporto náutico localizado no Concelho da Lagoa, na ilha de São Miguel, no arquipélago dos Açores.

## Fundação
O Clube Náutico promulga os seus Estatutos a 20 de abril de 1995 (29 anos), constituindo-se como Associação  
, "(...)tendo como  objectivo, promover as actividades náuticas e outras de interesse para a população do concelho da Lagoa (Açores)."

## História
Ainda antes  da sua fundação formal, utilizando um edifício da piscina Municipal da Lagoa, a actividade da vela de formação e competição, nos seus escalões mais baixos, demonstrava a apetência deste porto de pesca e das suas populações para as atividades náuticas, nomeadamente na vertente desportiva.
Com a fundação oficial, o Clube vem alargando e desenvolvendo outras modalidades, nomeadamente o windsurf e o surf, a canoagem, a natação e atividades subaquáticas, tornando-se muito exíguas a suas instalações.
Com o decorrer de 2012, é lançada a primeira pedra do que será a nova Sede Social do Clube, no Portinho de São Pedro.

## Galeria

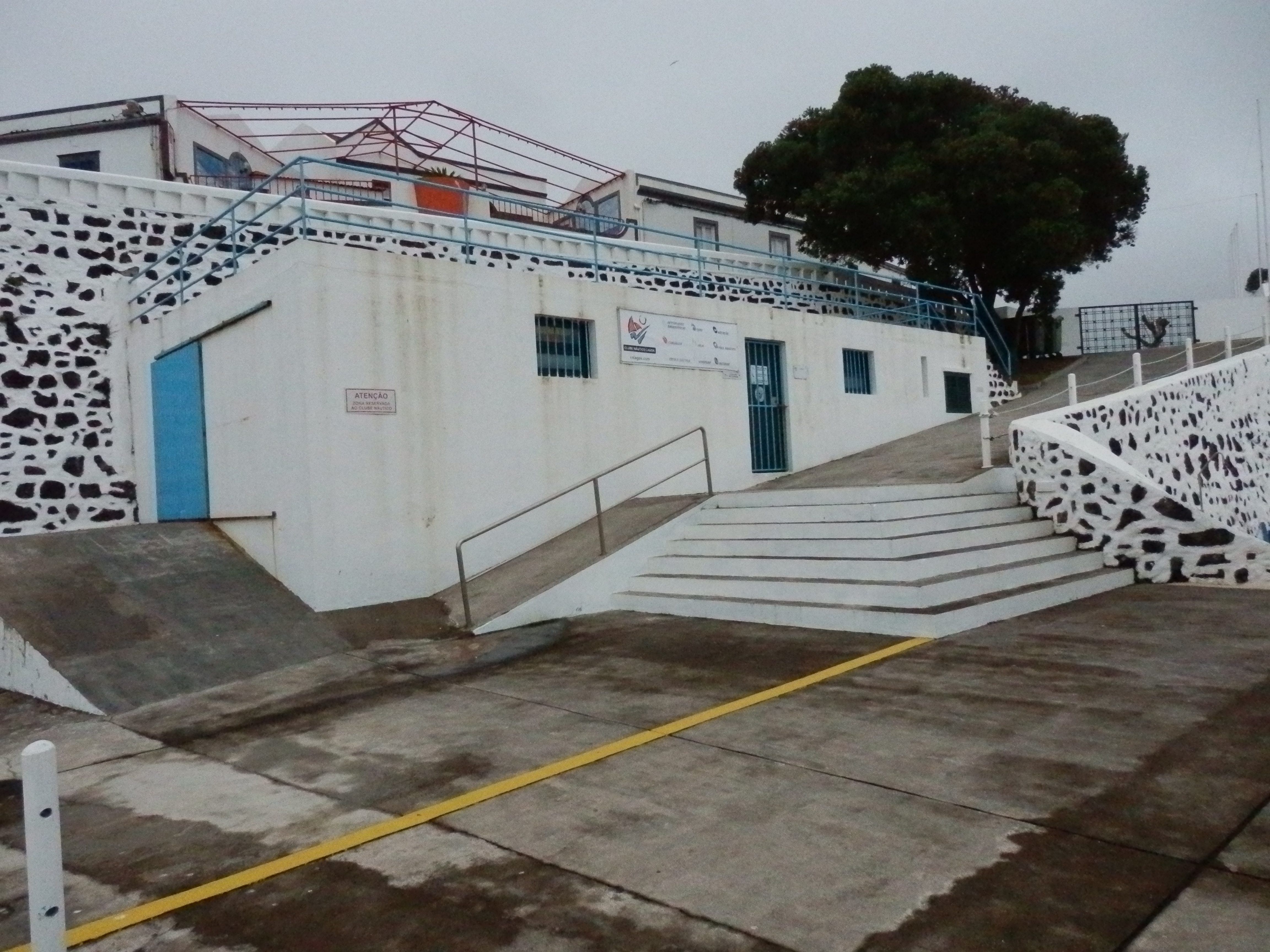
Primeiras instalações
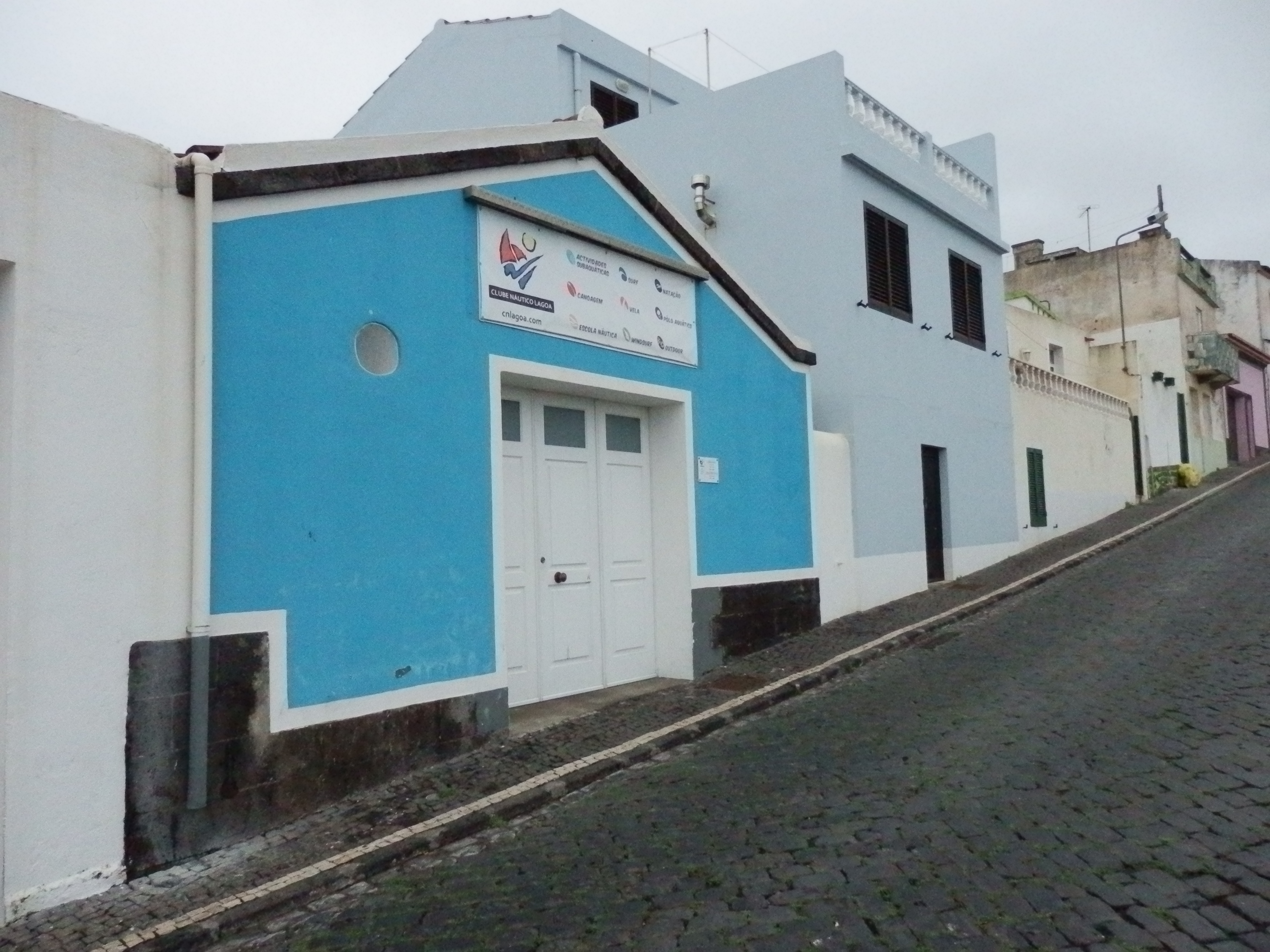
Sede do Clube.
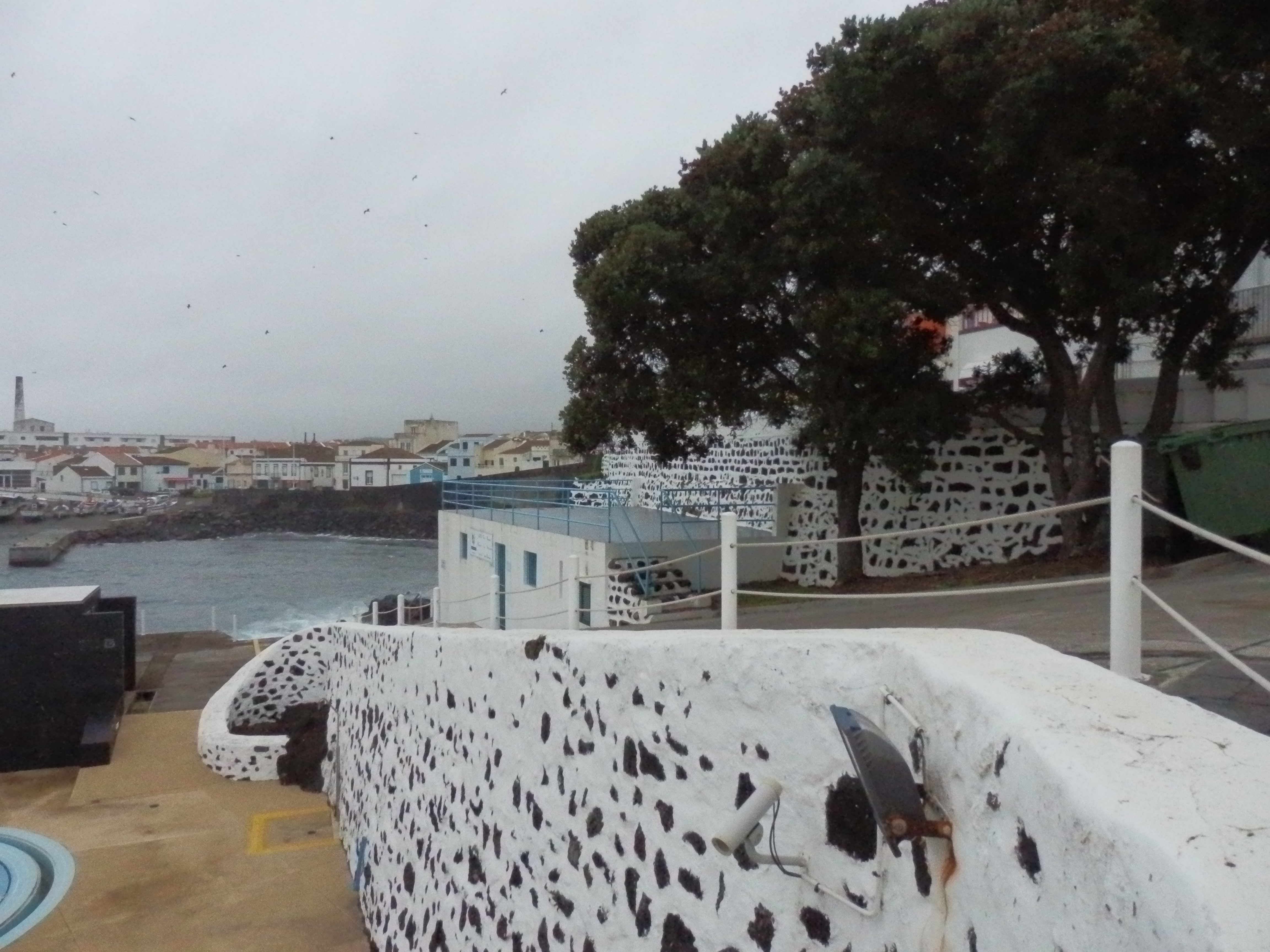
Secções do Clube.
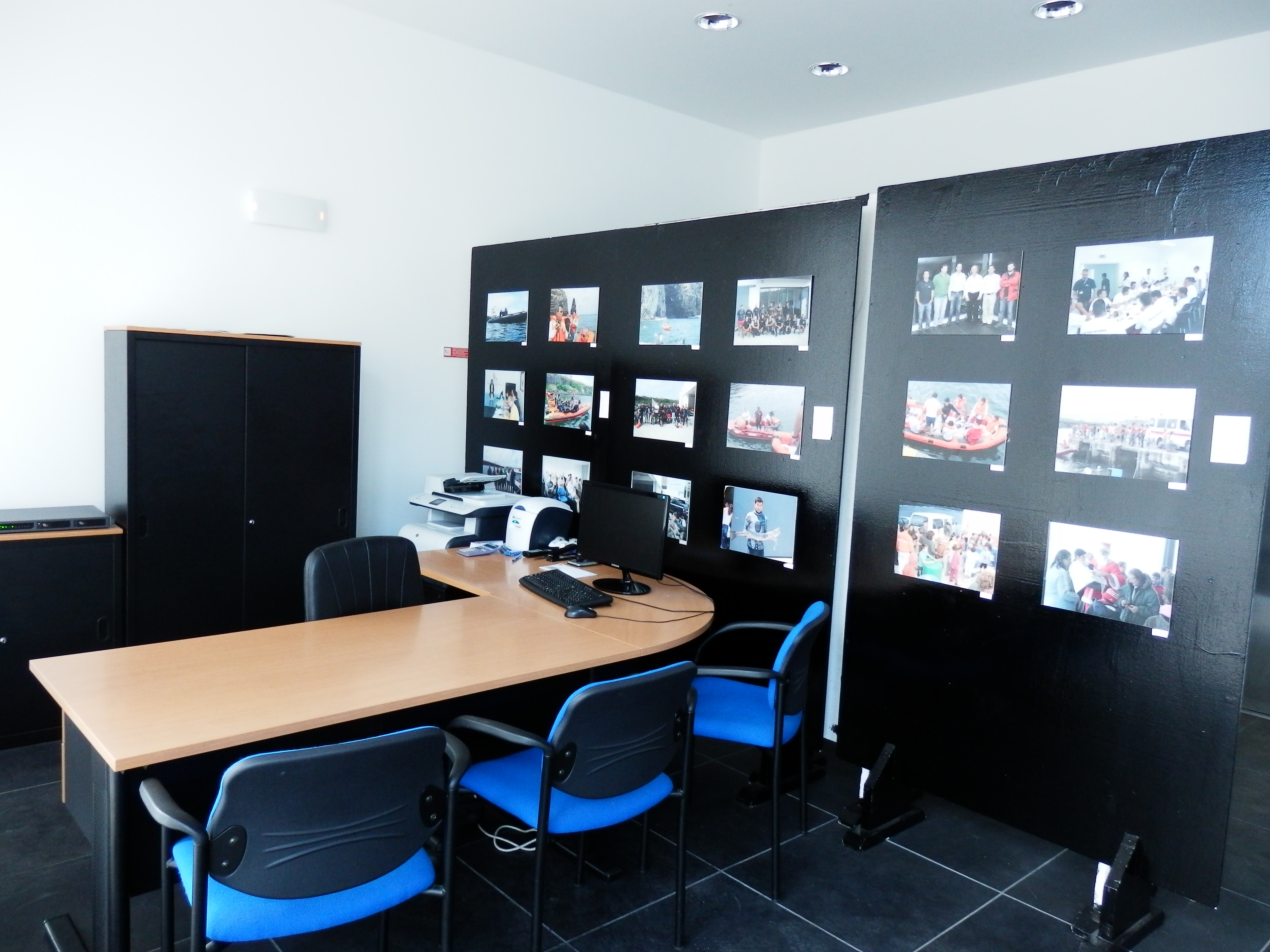
Secretaria
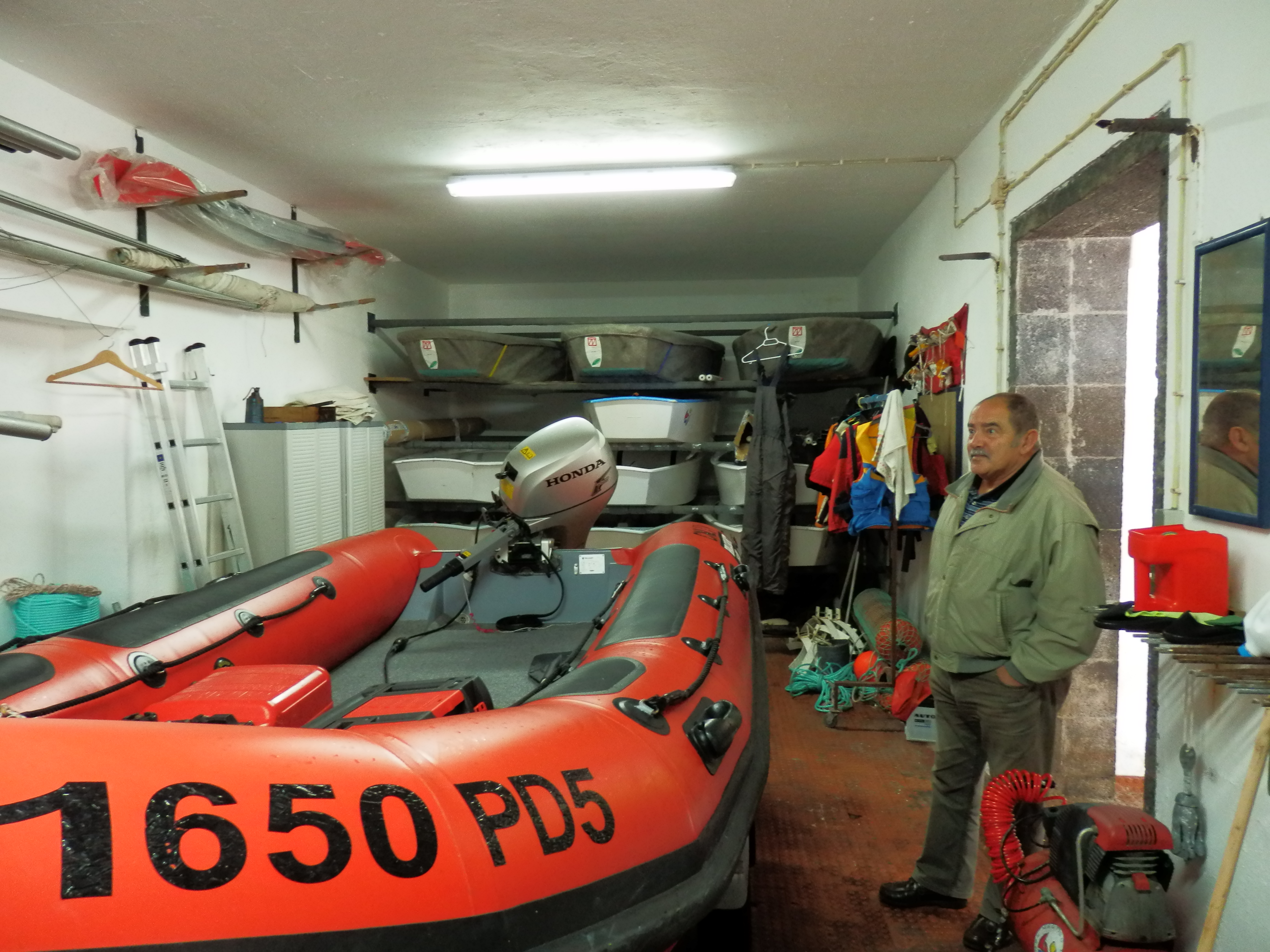
Instalações
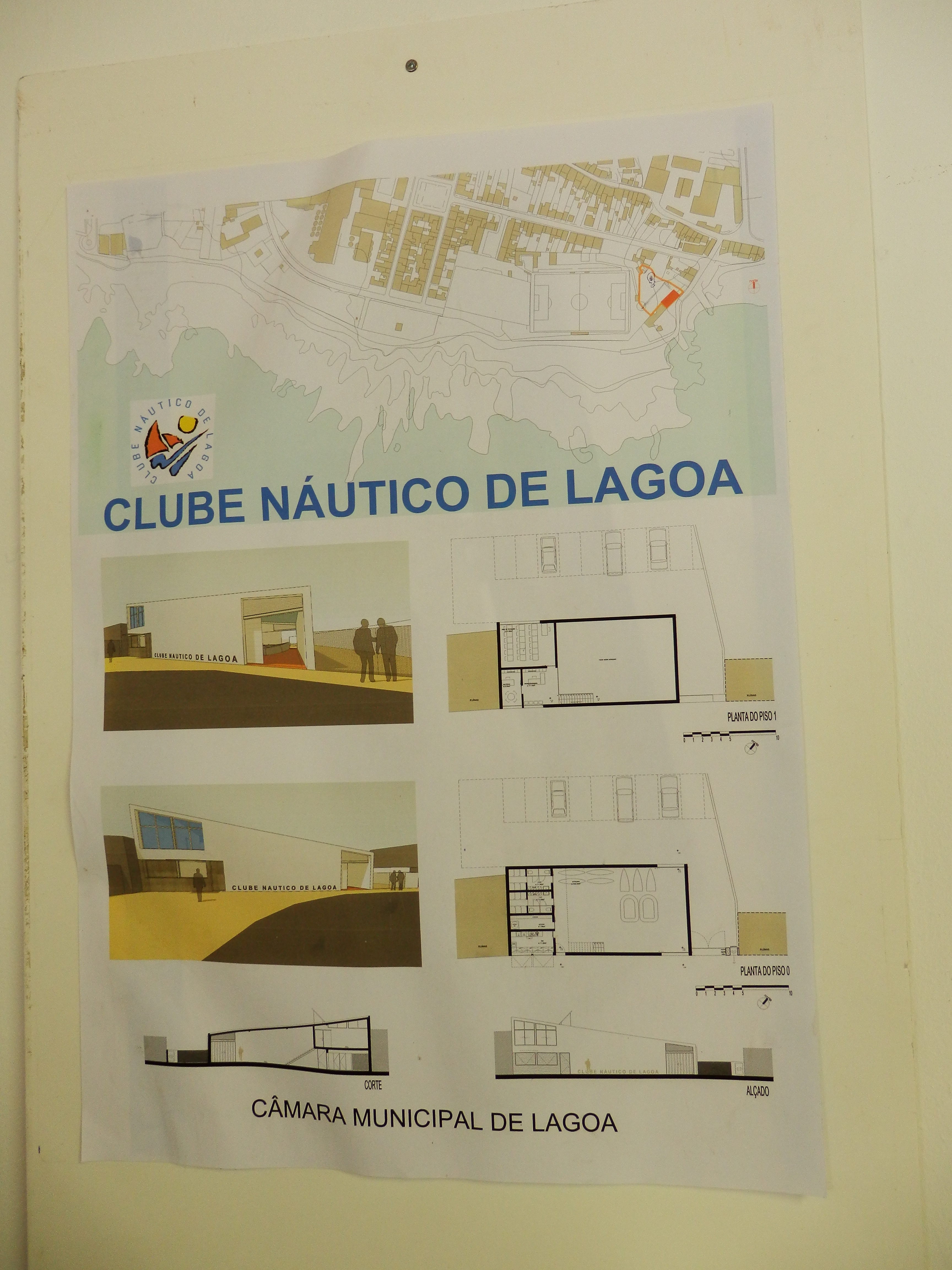
Projeto nova sede
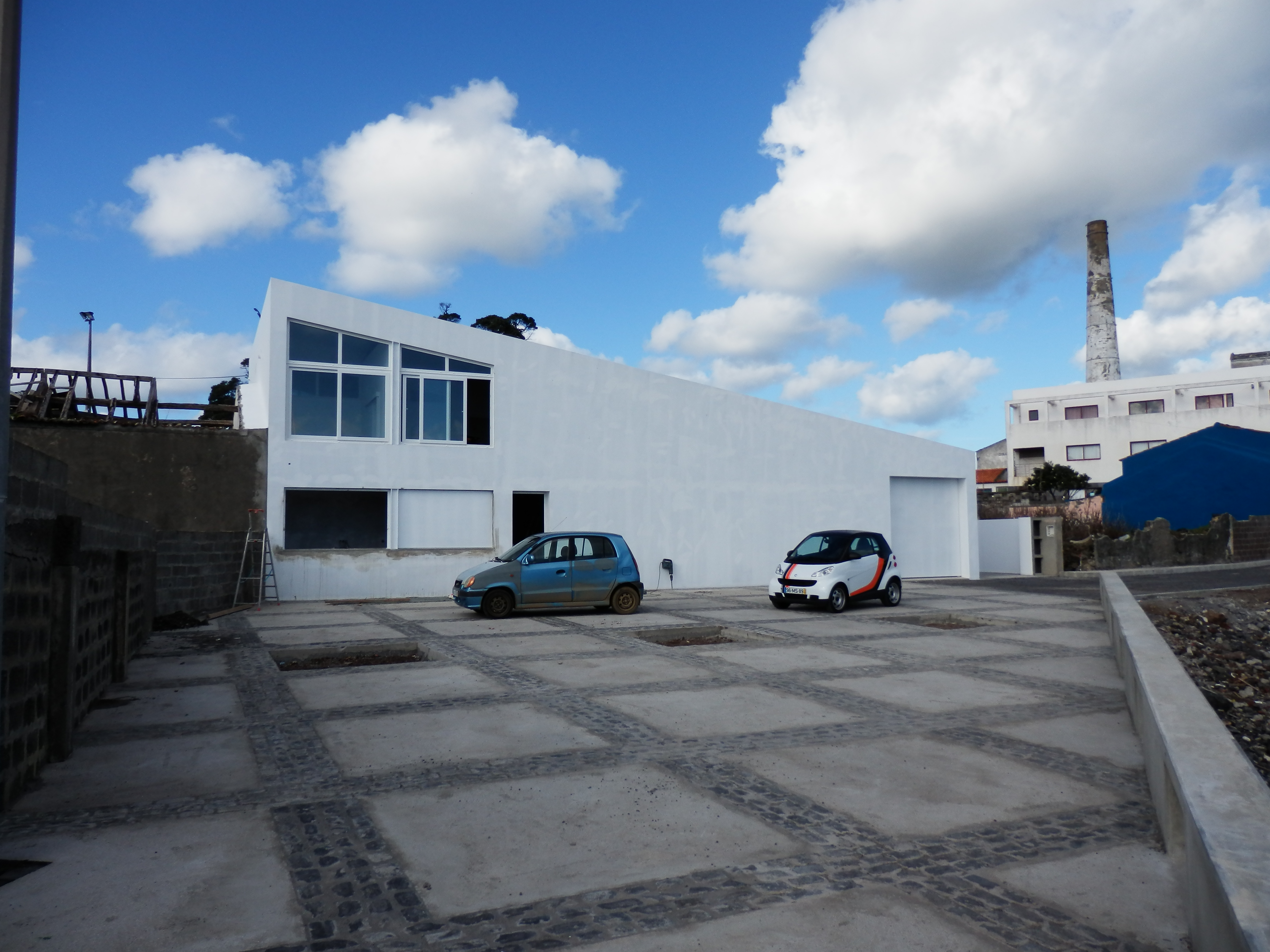
Construção Sede
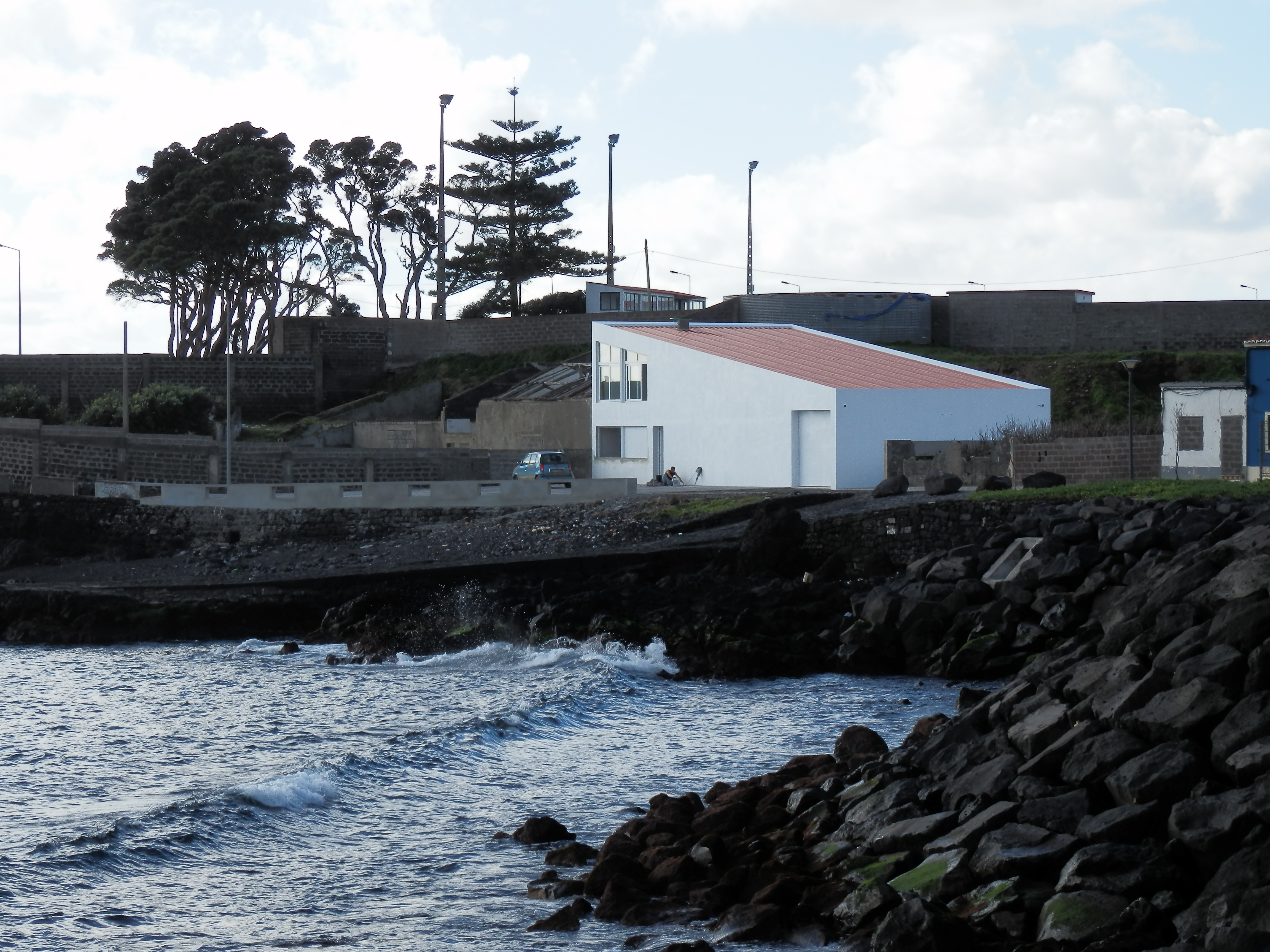
Panorâmica nova sede